# Reichenwalde
Reichenwalde település Németországban, azon belül Brandenburgban. Lakosainak száma 1295 fő (2023. december 31.).

## Népesség
A település népességének változása:
| Lakosok száma | 1118 | 1156 | 1266 | 1289 | 1295 |
|               | 2017 | 2019 | 2021 | 2022 | 2023 |